# Torrelavega
Torrelavega är en stad och kommun i Spanien. Den ligger i den autonoma regionen Kantabrien i norra delen av landet, 300 km norr om huvudstaden Madrid. Antalet invånare är 51 663 (2024). Arean är 35,53 kvadratkilometer.

## Sport
Volleybollklubben CV Torrelavega (som vunnit både spanska mästerskapet och spanska cupen) kommer från staden.